# 葉月祥子
葉月 祥子（はづき しょうこ、1987年2月10日 - ）は、茨城県水戸市出身の日本のタレント。所属事務所はスペースクラフト。

## 概要
舞台やCM,特技を活かした自転車雑誌出演などの芸能活動をしている。A型。身長159cm。スペースクラフトに所属。

### 来歴
- 2008年9月28日、2009年水戸の梅大使の10人に選出される[2]。
- 2009年6月2日、ライブドアでブログをスタートし、同年6月6日アイドルカフェAKIBA天球の記者会見でマスコミ披露される。ライブドアでのアクセスランキングが広末涼子や南明奈を抑えて1位になったことで同年6月26日発売のフライデーに掲載される。
- 2009年8月27日、発売の「自転車生活（エイ出版社）」で自転車雑誌初出演を皮切りに、趣味である自転車を生かし自転車雑誌に多数出演する。
- 2009年10月30日、シアガール「どくりんご」で舞台初出演にも関わらず、主演を務める。
- 2010年5月31日、全力エージェンシーとの契約が満了となる。
- 2010年6月5日、amebloにて「前島祥子オフィシャルブログ　しょこらいふ」開始
- 2010年7月30日、ブログにてトミーズアーティストカンパニーに移籍し、前島祥子から前嶋しょうこに改名したことを発表する。
- 2011年4月3日、NHK「趣味の園芸」にて初レギュラー出演[3]。
- 2012年6月、ロサンゼルスで行われたFanimeCon 2012で、出演作品「聖地へ」が上映される。
- 2013年1月19日 本人出演のCM（Q-TAX）が全国放映される。
- 2013年9月25日「新しい朝」という楽曲で歌手デビューする。
- 2015年4月 Beポンキッキーズで20年ぶりに復活するうたのおねえさんオーディションに最終オーディションまで残る。
- 2015年9月19日 ミキハウスの歌のお姉さんとして起用される。
- 2017年7月7日 事務所トミーズアーティストカンパニーを退社し、スペースクラフトに所属となる。
- 2017年8月27日 ブログにて、葉月祥子に改名したことを発表する。
- 葉月祥子個人のオフィシャルサイト"shokola"が出来る。
- 2020年12月　音楽ユニット「FRAGRANCE」を結成し、ボーカルを担当

### 人物
- あだ名はしょこ、おしょこさま
- 趣味は自転車、ショッピング。
- 資格フードスペシャリスト、ベジタブル&フルーツマイスター、ベジタブル&フルーツビューティセルフアドバイザーを持つ。
- 初恋のアニメキャラは、タキシード仮面。ピノコに似ているため好きなキャラクター。
- 好きな歌手はいきものがかり、絢香、加藤ミリヤ、マイケル・ジャクソン、cocco。マイケルジャクソンでは、特に「Rock with you」が好きな楽曲

## 出演

### 情報番組
- 趣味の園芸（NHK教育、2011年4月3日―2012年4月1日）ガーデンズエンジェルコーナー
- イチオシ!（HTB、2017年6月17日）ミキハウスランド開催告知
- BeauTV〜VoCE(テレビ朝日、2018年4月13日、2018年5月4日、2018年5月11日)
- すてきにハンドメイド(NHK教育、2019年9月5日)

### バラエティ番組
- 地元応援バラエティ このへん!!トラベラー（東京MX、2009年7月27日）AKIBA天球紹介時
- アリケン（テレビ東京、2009年8月22日）衝撃映像!有田と堀内の楽屋に前島祥子が訪れた!!
- 全力坂（テレビ朝日、2009年10月7日「東京都北区岸町 芝坂」、2009年10月15日「東京都北区中十条 地蔵坂」）
- Anime-TV（TVK、2009年12月5日）PSP『ひぐらしデイブレイクPortable MEGA EDITION』対決企画
- Music Birth＋（TBS、2010年2月7日）halo応援企画
- ズームイン!!SUPER（日本テレビ、2010年3月26日）　東京HOT!スタイル　自転車ガールインタビュー
- スパモク !!　世界のコワ〜イ女たち　ホントにあった！仰天事件簿SP4（TBS、2010年11月4日） 再現VTR　東貴博の彼女ともみ役
- 世界のコワ〜イ女たち　ホントにあった！仰天事件簿SP5（TBS、2011年1月4日） 再現VTR　上原美優役
- Beポンキッキーズ（BSフジ、2015年4月3日）歌のおねえさん第二次オーディション
- GO!GO!カートくん2（キッズステーション、2016年9月5日-）オープニングで歌のおねえさんとして
- この差って何ですか?(TBS、2019年10月29日、2020年3月31日)

### テレビドラマ
- 未来世紀シェイクスピア（関西テレビ、2008年12月8日）キャンペーンガール役

### Vシネマ
- わが凶状半生　（GPミュージアムソフト、2010年4月16日）サオリ役
- わが凶状半生　完結編（GPミュージアムソフト、2010年6月26日）サオリ役

### 映画
- 聖地へ！（監督：古波津陽　2011年11月）羽生 理奈役

### インターネットラジオ
- Livedoorねとらじ「ブログらじお - やめすこ☆ラジオ」 （2009年7月8日）第2回
- 火8ワンワン!ドキッ!?アイドルだらけの生電波放送局（ねとらじ）3回出演
- レレレの錬金術師　アルケミスト（2010年4月2日）喫茶全力紹介

### インターネット放送
- ロトナン宝くじチャンネル生（なま）（2011年4月28日―2012年7月30日全16回）アシスタントMC

### ラジオ
- GOODY LUNCH(SEA WAVE FMいわき、2009年2月18日) 水戸の梅大使として
- J-WAVE HOLIDAY SPECIAL Nicorette presents CHANCE TO CHANGE(2010年9月23日) ニコレットつぶやきカフェ　美咲役

### 舞台
- どくりんご（シアガール、2009年10月30日-11月1日）主演本山ツバキ役
- チョコレートガールズ（KOYAMAP、2010年2月10日 - 2月14日）真理林役
- 「桜ロケット、始めました。」〜笑いを届けるライブイベント〜（桜ロケット、2010年9月11日）

### CM
- スパリゾートハワイアンズ　テレビ朝日 関東ローカル　インフォマーシャル　都市伝説編（2009年8月8日）
- アサヒビール「麦絞り」　テレビ朝日「全力坂」内インフォメーションコーナー（2009年9月21日 - 24日）
- カーセンサー　中京テレビ（2009年11月）
- 無印良品　テレビ朝日「全力坂」内インフォメーションコーナー（2010年3月22日 - 25日）
- ハドソン　桃太郎電鉄WORLD　乗客役　(2010年11月 - ?)
- 吉野家　テレビ朝日「全力坂」内インフォメーションコーナー（2011年6月27日 - 29日）
- Q-TAX  （2013年1月19日 - ）
- 日本生命 もしものときの…生活費「みらいから来た息子」篇 （2017年10月2日 - ）
- ファイザー 子供と肺炎球菌.jp（2017年10月30日 - ）
- 静岡新聞（2017年12月 - ）
- メルカリ 「メルカリの出品方法をご紹介！mercariカンタン出品グ」篇(2018年1月19日 - )
- Simeji l 日本語文字入力&きせかえ顔文字キーボードアプリ(2018年3月23日 - )
- トレバクレーンゲームアプリ　テレビ朝日「全力坂」内インフォメーションコーナー（2018年8月31日）
- スペースマーケット テレビ朝日「全力坂」内インフォメーションコーナー（2018年12月12日 - 13日）
- 樹脂粘土で作るミニチュアフード アシェット（2019年2月6日 - ）
- イオン クリスマス（2019年11月26日 - ）
- 花王 ピュオーラ（2021年2月 - ）

### MC
- 東京ゲームショウ2009　ドリームライブ2009（2009年9月26日）
- ジークレスト主催　「@gamesファン感謝DAY セルフィ ハロウィンパーティー」（2009年10月25日）
- KBCラジオ祭り（2009年11月9日）
- OBCラジオ祭り（2009年11月23日）
- 「A列車で行こう9」記者発表会（2009年12月10日）
- アーマードコアチャンピオンシップ　トーナメント2010シーズン2（2010年1月11日）
- サイクルモードインターナショナル2010　トークショー「クロモリ自転車のハナシ」（2010年11月6日）
- 松戸市景観フォーラム（2012年1月14日）
- 第29回全国都市緑化フェアTOKYO〜TOKYO GREEN 2012〜写真と朗読のイベント「花信〜わたしのメモリアル〜」（2012年10月27日）
- ミキハウスランド「ミキハウスランドGO！GO！カートくんショー」歌のお姉さん（2015年9月19日〜2019年6月2日）

### ライヴ
- 渋谷DUO　アニソンぷらす×アニメ☆ダンス コレクション presents「☆GIRLs-TechnoPop stadium☆Vol7」AKIBA天球メンバーとして（2009年8月7日）
- poco♪style Vol.11(2016年2月15日)
- NanamiMuku Vol.6 ゲストとして(2017年4月20日)

### WEB広告
- 映画「サブウェイ123　激突」　インタビュー（2009年8月21日）
- 富永製作所　アクラリーテ　イメージ広告（2009年-）
- 月刊4B　美少女図鑑（2009年9月）
- 映画「ウォッチメン」DVD発売記念　インタビュー（2009年9月14日）
- ニンテンドーDS　サクラノート　宣伝部長（2009年10月8日）[4]
- T-TRAVEL　前島祥子のニューカレドニアの旅（2009年12月15日-2010年3月1日　全6回）インターネット記事掲載
- パティスリーKOSAI梅チョコ　イメージガール（2010年）
- オンラインゲーム　英雄島　プレイレポート（2010年4月27日-）全3回
- J&Jコンシューマーカンパニー　ニコレット「毎日出発・ハッピーに禁煙ツアー」美女ガイド美咲役　(2010年9月14日-2011年2月28日)コミュニティサイト
- ベルメゾン　極上ホットコット「母からの手紙」編　YouTubeショートムービーCM（2014年11月3日-）
- 週末ちち部　秩父イマココ！コースプラン西武鉄道広告（2015年4月-）
- 美女子ナビ  (2017年10月10日-)全3回
- 東芝 REGZA ポータブルDVDプレイヤー(2017年11月26日-)
- HK project 『Hesitation8』(2018年3月17日-)
- Excellula 佐藤製薬(2018年5月7日-)
- EVITA カネボウ化粧品 (2018年9月~)[5]
- MITSUBISHI 冷蔵庫(2018年7月-)
- パナソニック AIS社R&D 未来ビジョン(2019年1月29日-)
- ユーグレナONE (2019年-)

## 雑誌
- 09.06.26 フライデー
- 09.08.04 週刊 プレイボーイ
- 09.08.27 月刊 自転車生活Vol.22
- 09.09.03 月刊 ロト・ナンバーズ「超」的中法10月号
- 09.09.28 月刊 BICYCLENAVI
- 09.10.26 月刊 自転車生活Vol.23
- 09.10.27 アームズマガジン
- 09.11.02 月刊 ロト・ナンバーズ「超」的中法12月号
- 09.11.09 月刊 自転車人Vol.18
- 09.11.20 月刊 funride
- 09.11.26 週刊 アスキー
- 09.11.27 電撃PlayStation
- 09.11.30 月刊 電撃G'Sマガジン
- 09.12.02 月刊 ゲーマガ
- 09.12.10 月刊 コンプティーク
- 09.12.26 月刊 自転車生活Vol.24
- 10.01.04 月刊 ロト・ナンバーズ「超」的中法2月号
- 10.01.23 FYTTE3月号
- 10.02.26 月刊 自転車生活Vol.25（アイドル自腹企画　短期集中連載第1回）
- 10.04.22 自転車と旅
- 10.04.26 月刊 自転車生活Vol.26（アイドル自腹企画　短期集中連載第2回）
- 10.06.26　月刊 自転車生活Vol.27（アイドル自腹企画　短期集中連載第3回）
- 10.09.28 旅する自転車の本vol.2
- 10.10.03 月刊 ロト・ナンバーズ「超」的中法 11月号
- 10.10.26 自転車生活 Vol.29
- 10.12.25 自転車生活 Vol.30
- 10.12.29 月刊 ロト・ナンバーズ「超」的中法1月号
- 11.02.16 るるぶ情報版首都圏5　ペットとおでかけ首都圏から11〜12
- 11.02.25 Bicycle plus
- 11.06.22 自転車と旅
- 11.09.03 月刊 ロト・ナンバーズ「超」的中法10月号
- 11.11.02 月刊 ロト・ナンバーズ「超」的中法12月号
- 12.04.17 月刊 自転車人Vol.27
- 12.08.29 月刊 ロト・ナンバーズ「超」的中法　10月号
- 12.11.29 月刊 ロト・ナンバーズ「超」的中法　1月号
- 13.10.15 月刊 自転車人Vol.33
- 14.04.15 月刊 自転車人Vol.35
- 14.07.15 月刊 自転車人Vol.36
- 17.10.27 英語教材完全ガイド2018
- 17.12.07 日経ウーマン 1月号
- 17.12.16 健康365 2月号
- 17.12.19 MONOQLO 2月号
- 18.01.04 日経トレンディ 2月号
- 18.01.19 MONOQLO 3月号
- 18.02.19 MONOQLO 4月号
- 18.03.19 MONOQLO 5月号
- 18.05.23 100％ムックシリーズ 部屋作り大全
- 18.05.16 健康365 7月号
- 18.08.16 健康365 10月号
- 19.01.18 100%ムックシリーズ 文房具完全ガイド
- 19.02.19 MONOQLO4月号
- 19.02.20 着物サロン 春夏号
- 19.02.28 LDK 4月号
- 19.04.26 美顔バランス診断×パーソナルカラー自分に似合うメイクがわかる
- 19.05.16 からだにいいこと 七月号
- 19.06.07 MONOQLO theBest2019〜2020
- 19.11.06 モノダス2020
- 19.11.19 MONOQLO 1月号

## 楽曲
- 新しい朝　レーベルQ-TAX　（2013年9月25日）
- 甘い土曜日　(2020年12月25日)
- SUNDAY (2020年12月25日)